# Високовск
Високовск (на руски: Высоковск) е град в Русия, разположен в Клински район, Московска област. Населението му към 1 януари 2018 е 10 586 души.